# Tlacuatzinga
Tlacuatzinga är en ort i Mexiko.   Den ligger i kommunen Mixtla de Altamirano och delstaten Veracruz, i den sydöstra delen av landet, 250 km öster om huvudstaden Mexico City. Tlacuatzinga ligger 716 meter över havet och antalet invånare är 125.
Terrängen runt Tlacuatzinga är bergig åt sydväst, men åt nordost är den kuperad. Runt Tlacuatzinga är det ganska tätbefolkat, med 222 invånare per kvadratkilometer. Närmaste större samhälle är Zongolica, 12,0 km nordväst om Tlacuatzinga. I omgivningarna runt Tlacuatzinga växer i huvudsak städsegrön lövskog.